# Ту (река у Русији)
Ту (рус. Ту; адиг. ТӀу) малена је река на југу европског дела Руске Федерације. Протиче преко југозападних делова Краснодарске покрајине, односно преко њеног Туапсиншког рејона. 
Извире на западним обронцима Великог Кавказа, а улива се у Црно море код села Ољгинке. Укупна дужина водотока је 18 km, површина басена је око 59,1 km², док је просечан проток 1,36 m³/s. 